# Agriphiloides
Agriphiloides là một chi bướm đêm thuộc họ Crambidae.